# Ayoze Placeres
Ayoze Placeres Delgado ( Santa Cruz de Tenerife, España, 31 de julio de 1991), más conocido como Ayoze Placeres,  es un futbolista español que juega en el CD Atlético Paso de la Segunda División RFEF.

## Trayectoria deportiva
Comenzó su carrera futbolística en las categorías inferiores del CD Tenerife y juega como central zurdo. Posee buena salida de balón y en 2013 fue cedido al Club Deportivo Marino en el mercado de invierno, equipo que al final de temporada fue descendido a Tercera división, donde jugó 17 encuentros.
En agosto de 2013 se incorpora al filial de la UD Las Palmas, donde jugó casi 70 partidos en dos temporadas con la vela chica y era uno de los capitanes. En la última temporada juega 32 partidos esta temporada con el filial amarillo, 31 de ellos como titular, habiendo visto solo una cartulina amarilla, una cifra muy baja para un defensa.
En julio de 2015 firma por el FC Cartagena, tras el descenso y sin la confianza por parte de la entidad de promocionar al plantel profesional, Ayoze decide emprender una aventura lejos de las islas y comenzar una nueva etapa defendiendo los colores blanquinegros del Cartagena, precisamente el verdugo de Las Palmas Atlético en el playout de descenso a Tercera en el que los grancanarios claudicaron.
La temporada 2016-17 el tinerfeño defendió la camiseta del Mérida AD, donde sumó un total de 2.067 minutos en 25 partidos.
La temporada 2017-18 actuó en las filas del Burgos CF, donde fue uno de los fijos en la etapa de Patxi Salinas como entrenador del conjunto castellano, con el que disputó un total de 21 partidos, 16 de ellos como titular, acumulando un total de 1549 minutos de juego.
En julio de 2018, firma por el Unionistas de Salamanca CF de cara a su temporada de debut en Segunda División B.
El 10 de septiembre de 2020, el defensa canario firma por el Yeclano Deportivo de la Segunda División B de España.
El 23 de julio de 2021, firma por el Club Deportivo Ebro de la Segunda División RFEF.
El 11 de julio de 2022, firma por el CD Atlético Paso de la Segunda División RFEF.

### Clubes
| Club                       | País   | Año       |
| -------------------------- | ------ | --------- |
| CD Tenerife                | España | 2011-2013 |
| CD Marino                  | España | 2013      |
| UD Las Palmas Atlético     | España | 2013-2015 |
| FC Cartagena               | España | 2015-2016 |
| AD Mérida                  | España | 2016-2017 |
| Burgos CF                  | España | 2017-2018 |
| Unionistas de Salamanca CF | España | 2018-2020 |
| Yeclano Deportivo          | España | 2020-2021 |
| CD Ebro                    | España | 2021-2022 |
| CD Atlético Paso           | España | 2022-     |